# L'Enfant de la prochaine aurore
L'Enfant de la prochaine aurore (Future Home of the Living God), paru en 2017, est un roman de l'écrivaine américaine Louise Erdrich.

## Résumé
Dans l'Amérique contemporaine, une jeune femme de 26 ans, Cedar Hawk Songmaker, se retrouve enceinte, sans protection sociale, après un premier avortement dix ans plus tôt. Le récit traite des six derniers mois de grossesse : Cedar écrit son vécu et son ressenti, sur un carnet, pour son enfant à venir. Son ami Phil, blanc, diplômé d'études supérieures en écologie, qui l'a rencontrée au club paroissial de théâtre, est à ses côtés.
Elle est l'enfant adoptive de Glen et Sera Songmaker, blancs, et souhaite rencontrer enfin sa famille biologique, amérindienne ojibwa, en réserve du côté de Bagley (Minnesota), près de la frontière canadienne. Elle travaille pour Le Zèle, bulletin de l'église catholique de la paroisse de La Sainte Incarnation, à Minneapolis. Elle s'est récemment convertie au catholicisme, contre ses parents adoptifs.
La crise identitaire permet malgré tout de premières retrouvailles : la mère Mary Potts Trésor, le père absent (depuis longtemps, peut-être homme-médecine), la grand-mère Mary Virginia, la sœur Little Mary (Lolita goth), et Eddy, le compagnon de Trésor (docteur en Sciences de l'éducation, ancien enseignant, et désormais petit commerçant en station-service-supérette).
Le monde autour de Cedar se transforme très vite : crises, peut-être régression généralisée, mutations génétiques, arrivée au pouvoir de spiritualistes chrétiens extrêmistes, façon Know Nothing (1840-1860), natalisme (Mère, Unborn Protection Security (UPS), Volontaires Utérins (VU)), fouineurs (micro-drones), reconnaissance vocale et faciale, frappes de drones, populations terrées, pénuries, troc... 
Un nouveau Patriot Act s'impose : « C'est désormais devenu un crime d'héberger ou de secourir une femme enceinte ».
Les premières arrestations de femmes gravides (en supermarché, dans la rue) sont suivies de rafles systématiques, avec placement en hôpital, avec traitement sévère.
Et pendant ce temps, les tribus indiennes récupèrent leurs terres, perdues au profit de l'État fédéral par le Dawes Act et les autres traités inégaux, et espèrent pouvoir revenir à une économie de survie en quasi-autarcie et en auto-défense.

## Autres personnages
- Agnes Starr, descendante présumée de Belle Starr, première compagne d'hospitalisation de Cedar
- Spider Nonne, alias Tia Jackson (et son ami Clay), d'origine chinoise, seconde compagne de détention de Cedar
- Facteur : Hiro
- Infirmières : Jessica (Jessie, La Demeurée), Orielee, Geri, La Glisseuse, les aides-soignantes, le soignant somalien, etc
- Conducteurs : Shaun, Chris, etc

## Éditions
- Future Home of the Living God (HarperCollins, New York, 2017) Publié en français sous le titre L'Enfant de la prochaine aurore, Paris, Éditions Albin Michel, coll. « Terres d'Amérique », janvier 2021  (ISBN 978-2-2264-3890-4)

## Accueil francophone
- « Un cauchemar dystopique où sévit une catastrophe génétique : l'homme a cessé d'évoluer et régresse »[1]
- « « L’Enfant de la prochaine aurore », chronique intime d’une apocalypse, par Louise Erdrich »[2]
- « Dans une dystopie apparentée à « la Servante écarlate », de Margaret Atwood, la grande romancière amérindienne dénonce la montée, aux États-unis, du fondamentalisme religieux »[3]
- « C’est également une réflexion sur la foi, la transcendance, sa pratique et ses excès lorsqu’ils tombent dans le fondamentalisme »[4]
- « Au-delà des thèmes familiers de Louise Erdrich, tels que le métissage d’identités, la pluralité d’héritages culturels, ce qui constitue l’étonnante originalité de L’Enfant de la nouvelle aurore est le récit à la fois d’une extinction annoncée et d’une forme de renaissance. . Tandis que les villes sombrent, la réserve tribale s’organise, se protège, se réapproprie les terres jadis spoliées par les colons et invente un modèle autarcique et solidaire. Une utopie au sein de la dystopie. »[5].